# استفانو ناپلئونی
استفانو ناپلئونی (انگلیسی: Stefano Napoleoni؛ زادهٔ ۲۶ ژوئن ۱۹۸۶) بازیکن فوتبال اهل ایتالیا است.
از باشگاه‌هایی که در آن بازی کرده‌است می‌توان به باشگاه فوتبال آترومیتوس، باشگاه فوتبال استانبول باشاک‌شهر، و باشگاه فوتبال ویدزف ووچ اشاره کرد.